# Pomaia
Pomaia is een plaats (frazione) in de Italiaanse gemeente Santa Luce.